# Kanton Villeneuve-de-Berg
Villeneuve-de-Berg is een voormalig kanton van het Franse departement Ardèche. Het kanton maakte sinds maart 2007 deel uit van het arrondissement Largentière, daarvoor behoorde het tot het arrondissement Privas. Het werd opgeheven bij decreet van 13 februari 2014 met uitwerking op 22 maart 2015. De gemeenten werden opgenomen in het nieuwe kanton Berg-Helvie met uitzondering van Rochecolombe, Saint-Maurice-d'Ardèche en Vogüé die zijn toegevoegd aan het kanton Vallon-Pont-d'Arc en Lanas die is opgenomen in het kanton Aubenas-2.

## Gemeenten

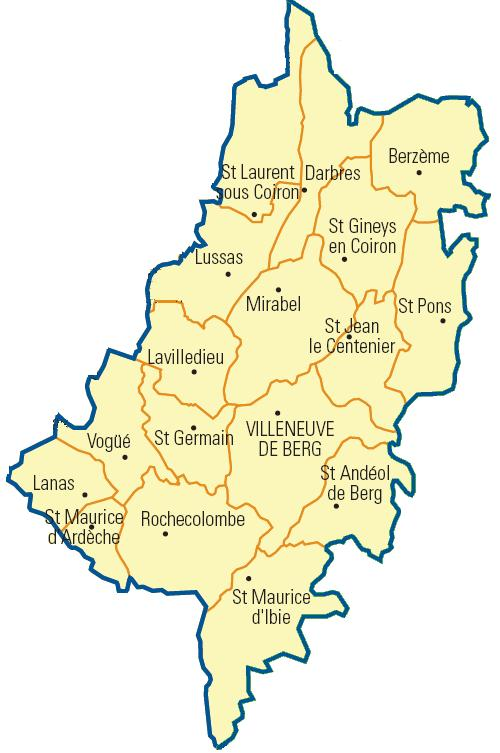
Ligging van gemeenten in het kanton

Het kanton Villeneuve-de-Berg omvatte de volgende gemeenten:
- Berzème
- Darbres
- Lanas
- Lavilledieu
- Lussas
- Mirabel
- Rochecolombe
- Saint-Andéol-de-Berg
- Saint-Germain
- Saint-Gineis-en-Coiron
- Saint-Jean-le-Centenier
- Saint-Laurent-sous-Coiron
- Saint-Maurice-d'Ardèche
- Saint-Maurice-d'Ibie
- Saint-Pons
- Villeneuve-de-Berg (hoofdplaats)
- Vogüé